# Tony DiTerlizzi
Tony M. DiTerlizzi, född 6 september 1969 i Los Angeles, är en amerikansk författare och illustratör. Han är främst känd för serien Spiderwick, som han illustrerade och skrev tillsammans med Holly Black. För sina illustrationer i boken The Spider and the Fly har DiTerlizzi belönats med Caldecottmedaljen.